# Carlos Márquez Sterling
Carlos Márquez Sterling y Guiral (8 de septiembre de 1898 - 3 de mayo de 1991) fue un escritor, periodista y político cubano, sobrino e hijo adoptivo del eminente y también periodista y político Manuel Márquez Sterling.

## Biografía
Nació el 8 de septiembre de 1898. Sus padres fueron el capitán del ejército español Guillermo Guiral Domínguez y María Dolores Márquez Sterling y Loret de Mola. Su nombre al nacer era Carlos Guiral y Márquez Sterling, pero quedó huérfano a temprana edad, su tío materno Manuel Márquez Sterling lo adoptó, y Carlos cambió el orden de sus apellidos. Se graduó de bachiller en Camagüey, y de doctor en derecho civil y público en la Universidad de La Habana. Allí fue profesor de Economía Política, y fundó la Escuela de Periodismo Manuel Márquez Sterling. Desde joven mantuvo una vida política muy activa. Fue miembro de la Academia de Historia de Cuba. Presidió la Asamblea Constituyente de 1940, tras la renuncia de Ramón Grau San Martín. Fue miembro de la Cámara de Representantes durante 12 años, llegando a ser su presidente. En el primer gobierno de Batista fue ministro de Trabajo de octubre a noviembre de 1940 (renunció). Fue ministro de Educación. Miembro del Partido Ortodoxo durante varios años.
Poco después del golpe de Estado en Cuba de 1952, el Servicio de Inteligencia Militar lo arrestó acusándolo de conspiración. En 1957 fundó el Partido del Pueblo Libre, y se presentó a las elecciones generales de Cuba de 1958 convocadas por el entonces presidente Fulgencio Batista y así ofrecer una alternativa a la dictadura y las balas. En febrero de 1958 sufrió un atentado fallido en La Habana por miembros del Movimiento 26 de Julio. La elección presidencial del 3 de noviembre de 1958 fue fraudulenta, Batista organizó un fraude por el que fue electo presidente Andrés Rivero Agüero, según confesó Francisco Tabernilla Palmero, secretario personal de Batista, en 2009. Márquez Sterling debió ser elegido presidente en unas elecciones normales. Fidel Castro tenía temor a que Márquez Sterling saliera presidente porque su lucha guerrillera no estaría ya justificada, por eso le envió un mensaje con un emisario para que no se postulara a presidente, lo cual aquel no aceptó.
Después del triunfo de la Revolución cubana y por su oposición a ella fue puesto en arresto domiciliario durante varios meses, y el 13 de julio de 1959 se asiló en la embajada de Venezuela en La Habana, y a los pocos días partió hacia Estados Unidos. Se estableció con su familia (emigró antes que él) en Nueva York, donde impartió clases en la Universidad de Columbia y en C. W. Post College. En 1979, se retiró a la ciudad de Miami. Falleció en dicha ciudad el 3 de mayo de 1991, a los 92 años de edad.

## Obra
Escribió cerca de 20 libros algunos de ellos son:
- Historia de la isla de Cuba (1975)

- Biografía de José Martí

- Historias entre Cuba y los Estados Unidos

- Historia de Cuba (1969)

- El Bayardo de la Revolución Cubana (1937), "Una biografía sobre Ignacio Agramonte".

- Historia de los Estados Unidos (1981)